# Tornquist
Tornquist ist die Hauptstadt des gleichnamigen Partido Tornquist im Südosten der Provinz Buenos Aires in Argentinien mit 11.759 Einwohnern (2001, Instituto Nacional de Estadística y Censos). Sie wurde 1883 von Ernesto Tornquist, einem Industriellen, gegründet. Ursprünglich hieß die Stadt Las Sierras, jedoch wurde sie 1910 zu Ehren ihres Gründers in Tornquist umbenannt.
Nur wenige Kilometer östlich von Tornquist befindet sich die Sierra de la Ventana, ein Mittelgebirge mit Gipfeln bis 1200 Meter Höhe. Ein Großteil dieser Sierra steht unter Naturschutz; das Gebiet heißt Parque Provincial Ernesto Tornquist.